# تصفيات كأس الأمم الإفريقية 2013
تصفيات كأس الأمم الإفريقية 2013 هي المرحلة التأهيلية إلى كأس الأمم الإفريقية 2013، وهي النسخة التاسعة والعشرون من مسابقات كأس الأمم الأفريقية. جنوب إفريقيا قد تأهلت تلقائيا بصفتها البلد المضيف.

## الفرق المتأهلة

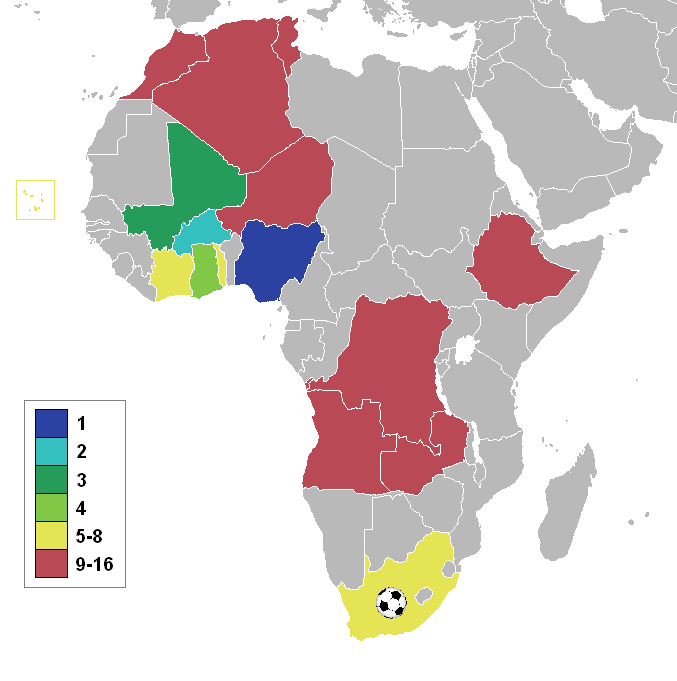
خريطة لأفريقيا تظهر المنتخبات التي تأهلت.

| البلد                       | تأهل بكونه                     | موعد ضمان التأهل | الظهور السابق في المسابقة†                                                                                             |
| --------------------------- | ------------------------------ | ---------------- | --- |
| جنوب إفريقيا                | مستضيف                         | 28 سبتمبر 2011   | 7 (1996، 1998، 2000، 2002، 2004 2006، 2008)                                                                            |
| غانا                        | فائز ضد مالاوي                 | 13 أكتوبر 2012   | 18 (19631، 19651، 1968، 1970، 19781، 1980، 19821، 1984، 1992، 1994، 1996، 1998، 2000، 2002، 2006، 2008، 2010، 2012)    |
| مالي                        | فائز ضد بوتسوانا               | 13 أكتوبر 2012   | 7 (1972، 1994، 2002، 2004، 2008، 2010، 2012)                                                                           |
| زامبيا                      | فائز ضد أوغندا                 | 13 أكتوبر 2012   | 15 (1974، 1978، 1982، 1986، 1990، 1992، 1994، 1996، 1998، 2000، 2002، 2006، 2008، 2010، 20121)                         |
| نيجيريا                     | فائز ضد ليبيريا                | 13 أكتوبر 2012   | 16 (1963، 1976، 1978، 19801، 1982، 1984، 1988، 1990، 1992، 19941، 2000، 2002، 2004، 2006، 2008، 2010)                  |
| تونس                        | فائز ضد سيراليون               | 13 أكتوبر 2012   | 15 (1962، 1963، 1965، 1978، 1982، 1994، 1996، 1998، 2000، 2002، 20041، 2006، 2008، 2010، 2012)                         |
| ساحل العاج                  | فائز ضد السنغال                | 13 أكتوبر 2012   | 19 (1965، 1968، 1970، 1974، 1980، 1984، 1986، 1988، 1990، 19921، 1994، 1996، 1998، 2000، 2002، 2006، 2008، 2010، 2012) |
| المغرب                      | فائز ضد موزمبيق                | 13 أكتوبر 2012   | 14 (1972، 19761، 1978، 1980، 1986، 1988، 1992، 1998، 2000، 2002، 2004، 2006، 2008، 2012)                               |
| إثيوبيا                     | فائز ضد السودان                | 14 أكتوبر 2012   | 9 (1957، 1959، 19621، 1963، 1965، 1968، 1970، 1976، 1982)                                                              |
| الرأس الأخضر                | فائز ضد الكاميرون              | 14 أكتوبر 2012   | 0 (أول مشاركة) |
| أنغولا                      | فائز ضد زيمبابوي               | 14 أكتوبر 2012   | 6 (1996، 1998، 2006، 2008، 2010، 2012)                                                                                 |
| النيجر                      | فائز ضد غينيا                  | 14 أكتوبر 2012   | 1 (2012) |
| توغو                        | فائز ضد الغابون                | 14 أكتوبر 2012   | 6 (1972، 1984، 1998، 2000، 2002، 2006)                                                                                 |
| جمهورية الكونغو الديمقراطية | فائز ضد غينيا الاستوائية       | 14 أكتوبر 2012   | 15 (1965، 19681، 1970، 1972، 19741، 1976، 1988، 1992، 1994، 1996، 1998، 2000، 2002، 2004، 2006)                        |
| بوركينا فاسو                | فائز ضد جمهورية أفريقيا الوسطى | 14 أكتوبر 2012   | 8 (1978، 1996، 1998، 2000، 2002، 2004، 2010، 2012)                                                                     |
| الجزائر                     | فائز ضد ليبيا                  | 14 أكتوبر 2012   | 14 (1968، 1980، 1982، 1984، 1986، 1988، 1990، 1992، 1996، 1998، 2000، 2002، 2004، 2010)                                |

† عريض يدل على بطل تلك السنة

## النظام
قرر 47 بلد أفريقي خوض غمار المسابقة بما بيهم جنوب أفريقيا والتي تأهلت تلقائيا.
46 منتخب متبقي سوف سيتنافسون في التصفيات. حيث سيتم وضعهم في كل دور من بيم الأدوار الثلاث في مواجهات ذهاب وإياب بنظام إخراج المغلوب.
- الدور التمهيدي: الفرق الأربعة صاحب التصنيف الأسوأ ستبدأ مشوارها ابتدائا من الدور التمهيدي.
- الدور الأول: الفائزون الاثنين من الدور التمهيدي سوف ينضموا إلى 26 فريق لم يتمكنوا من التأهل لكأس الأمم الأفريقية لكرة القدم 2012.
- الدور الثاني: الفائزون الأربعة عشر من الدور الأول سينضموا إلى 16 فريق تمكنوا من التأهل لكأس الأمم الأفريقية لكرة القدم 2012.

بعد الدور الثاني سيتأهل 15 منتخب إلى النهائيات.
أجريت قرعة الدورين التمهيدي والأول يوم 28 أكتوبر 2011 في مالابو، غينيا الاستوائية. قرعة الدور الثاني سوف تعقد يوم 5 يوليو 2012 في جوهانسبرغ، جنوب أفريقيا، بعد انتهاء الدور الأول.
في الأدنى تظهر قائمة المشاركين في التصفيات المؤهلة:
| اعفاء إلى الدور الثاني (المتأهلين إلى كأس الأمم الأفريقية لكرة القدم 2012)                                                                                       | اعفاء إلى الدور الأول (فرق صاحبة أفضل تصنيف) | اعفاء إلى الدور الأول (فرق صاحبة أفضل تصنيف)                                                                             | يشاركون في الدور التمهيدي (فرق صاحبة أدنى تصنيف) |
| --- | --- | --- | ------------------------------------------------ |
| أنغولا · بوتسوانا · بوركينا فاسو · ساحل العاج · غينيا الاستوائية · الغابون · غانا · غينيا · ليبيا · مالي · المغرب · النيجر · السنغال · السودان · تونس · زامبيا · | الجزائر · بنين · بوروندي · الكاميرون · الرأس الأخضر · جمهورية إفريقيا الوسطى · تشاد · الكونغو · جمهورية الكونغو الديمقراطية · مصر · إثيوبيا · غامبيا · غينيا بيساو | كينيا · ليبيريا · مدغشقر · مالاوي · موزمبيق · ناميبيا · نيجيريا · رواندا · سيراليون · تنزانيا · توغو · أوغندا · زيمبابوي | ليسوتو · ساو تومي وبرينسيب · سيشل · إسواتيني     |

ملاحظات
- منعت توغو من المشاركة في بطولات كأس الأمم الأفريقية 2012 و2013 من قبل الاتحاد الأفريقي لكرة القدم بعد أن قررت الانسحاب من بطولة 2010 بعد الهجوم المميت على حافلة الفريق.[3] وقد توجهت توغو إلى محكمة التحكيم الرياضية. وقد رفع هذا الحظر في وقت لاحق مع تأثير فوري في 14 مايو 2010، بعد اجتماع للجنة التنفيذية للاتحاد القاري. وتم قبول توغو لبطولتي 2012 و 2013، وفي التصفيات المؤهلة لبطولة 2012 تم قبولها في مرحلة التصفيات.[4]
- اعتذروا عن المشاركة:  جزر القمر،  جيبوتي،  إرتريا،  موريتانيا،  موريشيوس،  الصومال.

## الدور التمهيدي
تقام المباراة يوم 8 و15 يناير 2012 (بالأصل مقررة في 6–8 و 20–22 يناير 2012)، ولكن، مواجهة ساو تومي وبرينسيبي v ليسوتو تأجلت من 8 يناير بناء على طلب اتحاد ليسوتو لكرة القدم بسبب عدم توافر رحلات طيران إلى ساو تومي عبر ليبرفيل.
| الفريق الأول      | إجم.    | الفريق الثاني | مباراة الذهاب | مباراة الإياب |
| ----------------- | ------- | ------------- | ------------- | ------------- |
| سيشل              | انسحاب1 | إسواتيني      | —             | —             |
| ساو تومي وبرينسيب | 1–0     | ليسوتو        | 1–0           | 0–0           |

ملاحظات
 ملاحظة 1:سوازيلند انسحبت بسبب مشاكل مالية. سيشل تأهلت إلى الدور الأول أمام جمهورية الكونغو الديمقراطية.
| ساو تومي وبرينسيب    | 0 – 1 | ليسوتو |
| -------------------- | ----- | ------ |
| جاير نونيس 3' (ركل.) | تقرير |        |

| ليسوتو | 0 – 0 | ساو تومي وبرينسيب |
| ------ | ----- | ----------------- |
|        | تقرير |                   |

ساو توميه وبرينسيب فازت 1–0 بمجموع المباراتين وتأهلت إلى الدور الأول أمام سيراليون.

## الدور الأول
- تلعب المباريات يوم 29 فبراير و 15–17 يونيو 2012، وتم تأجيل مباراة جمهورية أفريقيا الوسطى ومصر من 29 فبراير إلى 24 يونيو بناءً على طلب الاتحاد المصري لكرة القدم بسبب أحداث ستاد بورسعيد.[8]

| الفريق الأول      | إجم.        | الفريق الثاني               | مباراة الذهاب | مباراة الإياب |
| ----------------- | ----------- | --------------------------- | ------------- | ------------- |
| إثيوبيا           | 1–1 (ق)     | بنين                        | 0–0           | 1–1           |
| رواندا            | 0–2         | نيجيريا                     | 0–0           | 0–2           |
| الكونغو           | 3–5         | أوغندا                      | 3–1           | 0–4           |
| بوروندي           | 2–2 (ق)     | زيمبابوي                    | 2–1           | 0–1           |
| غامبيا            | 2–6         | الجزائر                     | 1–2           | 1–4           |
| كينيا             | 2–2 (ق)     | توغو                        | 2–1           | 0–1           |
| ساو تومي وبرينسيب | 4–5         | سيراليون                    | 2–1           | 2–4           |
| غينيا بيساو       | 0–2         | الكاميرون                   | 0–1           | 0–1           |
| تشاد              | 3–4         | مالاوي                      | 3–2           | 0–2           |
| سيشل              | 0–7         | جمهورية الكونغو الديمقراطية | 0–4           | 0–3           |
| تنزانيا           | 2–2 (7–8 ر) | موزمبيق                     | 1–1           | 1–1           |
| مصر               | 3–4         | جمهورية إفريقيا الوسطى      | 2–3           | 1–1           |
| مدغشقر            | 1–7         | الرأس الأخضر                | 0–4           | 1–3           |
| ليبيريا           | 1–0         | ناميبيا                     | 0–1           | 0–0           |

ملاحظات
 ملاحظة 2: تم عكس المواجهتين بعد القرعة.
| إثيوبيا | 0 – 0 | بنين |
| ------- | ----- | ---- |
|         | تقرير |      |

| بنين     | 1 – 1 | إثيوبيا   |
| -------- | ----- | --------- |
| بوتي 19' | تقرير | غيرما 44' |

1–1 بمجموع المباراتين. إثيوبيا فازت بقانون الأهداف خارج القواعد وتأهلت إلى الدور الثاني.
| رواندا | 0 – 0 | نيجيريا |
| ------ | ----- | ------- |
|        | تقرير |         |

| نيجيريا             | 2 – 0 | رواندا |
| ------------------- | ----- | ------ |
| أوتشي 9' · موسى 56' | تقرير |        |

نيجيريا فازت 2–0 بمجموع المباراتين وتأهلت إلى الدور الثاني.
| الكونغو                             | 3 – 1 | أوغندا       |
| ----------------------------------- | ----- | ------------ |
| نغيسي 1' · أونيانغي 77' (ركل.)، 85' | تقرير | سيروماغا 29' |

| أوغندا                                                     | 4 – 0 | الكونغو |
| ---------------------------------------------------------- | ----- | ------- |
| مويسيغوا 33' · والوسيمبي 51' (ركل.) · ماسا 63' · أوكوي 86' | تقرير |         |

أوغندا فازت 5–3 بمجموع المباراتين وتأهلت إلى الدور الثاني.
| بوروندي                   | 2 – 1 | زيمبابوي   |
| ------------------------- | ----- | ---------- |
| مافوغو 46' · ناهايو 90+5' | تقرير | موسونا 60' |

| زيمبابوي   | 1 – 0 | بوروندي |
| ---------- | ----- | ------- |
| موسونا 36' | تقرير |         |

2–2 بمجموع المباراتين. زيمبابوي فازت بقانون الأهداف خارج القواعد وتأهلت إلى الدور الثاني.
| غامبيا    | 1 – 2 | الجزائر               |
| --------- | ----- | --------------------- |
| سيساي 27' | تقرير | يحيى 56' · فاغولي 58' |

| الجزائر                                 | 4 – 1 | غامبيا     |
| --------------------------------------- | ----- | ---------- |
| قادير 1' · سليماني 6'، 50' · سوداني 66' | تقرير | غاساما 15' |

الجزائر فازت 6–2 بمجموع المباراتين وتأهلت إلى الدور الثاني.
| كينيا                  | 2 – 1 | توغو       |
| ---------------------- | ----- | ---------- |
| سيتوما 24' · وانغا 66' | تقرير | بوكاري 42' |

| توغو      | 1 – 0 | كينيا |
| --------- | ----- | ----- |
| غاكبي 59' | تقرير |       |

2–2 بمجموع المباراتين. توغو فازت بقانون الأهداف خارج القواعد وتأهلت إلى الدور الثاني.
| ساو تومي وبرينسيب           | 2 – 1 | سيراليون |
| --------------------------- | ----- | -------- |
| جاير 69' (ركل.) · لاسيت 86' | تقرير | ميدو 55' |

| سيراليون                           | 4 – 2 | ساو تومي وبرينسيب    |
| ---------------------------------- | ----- | -------------------- |
| كامارا 17'، 33' · بانغورا 21'، 40' | تقرير | جاير 2' · فاريلا 47' |

سيراليون فازت 5–4 بمجموع المباراتين وتأهلت إلى الدور الثاني.
| غينيا بيساو | 0 – 1 | الكاميرون          |
| ----------- | ----- | ------------------ |
|             | تقرير | تشوبو موتينغ 90+1' |

| الكاميرون    | 1 – 0 | غينيا بيساو |
| ------------ | ----- | ----------- |
| موكاندجو 81' | تقرير |             |

الكاميرون فازت 2–0 بمجموع المباراتين وتأهلت إلى الدور الثاني.
| تشاد                        | 3 – 2 | مالاوي          |
| --------------------------- | ----- | --------------- |
| لابو 38' · دجيمه 45+3'، 53' | تقرير | نيوندو 42'، 67' |

| مالاوي                   | 2 – 0 | تشاد |
| ------------------------ | ----- | ---- |
| باندا 31' · كامويندو 73' | تقرير |      |

مالاوي فازت 4–3 بمجموع المباراتين وتأهلت إلى الدور الثاني.
| سيشل | 0 – 4 | جمهورية الكونغو الديمقراطية                  |
| ---- | ----- | -------------------------------------------- |
|      | تقرير | كالويتوكا 11'، 47' · مبوتو 28' · باسيلوا 90' |

| جمهورية الكونغو الديمقراطية         | 3 – 0 | سيشل |
| ----------------------------------- | ----- | ---- |
| مبوكاني 38' · مبيكو 45' · كاندا 84' | تقرير |      |

جمهورية الكونغو الديمقراطية فازت 7–0 بمجموع المباراتين وتأهلت إلى الدور الثاني.
| تنزانيا      | 1 – 1 | موزمبيق    |
| ------------ | ----- | ---------- |
| كازيموتو 42' | تقرير | كليسيو 23' |

| موزمبيق  | 1 – 1 | تنزانيا   |
| -------- | ----- | --------- |
| سيتوي 8' | تقرير | موريس 89' |

2–2 بمجموع المباراتين. موزمبيق فازت بركلات الترجيح وتأهلت إلى الدور الثاني.
| مصر                  | 2 – 3 | جمهورية إفريقيا الوسطى    |
| -------------------- | ----- | ------------------------- |
| زيدان 10' · صلاح 47' | تقرير | مومي 25'، 62' · مانغا 69' |

| جمهورية إفريقيا الوسطى | 1 – 1 | مصر      |
| ---------------------- | ----- | -------- |
| كيثيفواما 23'          | تقرير | متعب 72' |

جمهورية أفريقيا الوسطى فازت 4–3 بمجموع المباراتين وتأهلت إلى الدور الثاني.
| مدغشقر | 0 – 4 | الرأس الأخضر                                          |
| ------ | ----- | ----------------------------------------------------- |
|        | تقرير | مينديس 11' · دادي 38' · ف. فاريلا 77' · ت. فاريلا 82' |

| الرأس الأخضر                          | 3 – 1 | مدغشقر    |
| ------------------------------------- | ----- | --------- |
| مينديس 9' · دجانيني 55' · زي لويس 81' | تقرير | فوافي 83' |

الرأس الأخضر فازت 7–1 بمجموع المباراتين وتأهلت إلى الدور الثاني.
| ليبيريا     | 1 – 0 | ناميبيا |
| ----------- | ----- | ------- |
| ويليامز 67' | تقرير |         |

| ناميبيا | 0 – 0 | ليبيريا |
| ------- | ----- | ------- |
|         | تقرير |         |

ليبيريا فازت 1–0 بمجموع المباراتين وتأهلت إلى الدور الثاني.

## الدور الثاني

### التصنيف
| وعاء 1 | وعاء 2 |
| --- | --- |
| 1. زامبيا (26 نقطة) 2. غانا (22 نقطة) 3. ساحل العاج (22 نقطة) 4. مالي (12 نقطة) 5. تونس (10 نقاط) 6. الكاميرون (9 نقاط) 7. أنغولا (9 نقاط) 8. نيجيريا (8 نقاط) 9. الغابون (8 نقاط) 10. السودان (7 نقاط) 11. غينيا الاستوائية (6 نقاط) 12. الجزائر (6 نقاط) 13. غينيا (5 نقاط) 14. بوركينا فاسو (5 نقاط) 15. المغرب (4 نقاط) | 1. السنغال (4 نقاط) 2. ليبيا (3 نقاط) 3. النيجر (3 نقاط) 4. بوتسوانا (3 نقاط) 5. مالاوي (نقطتين) 6. موزمبيق (نقطتين) 7. توغو (نقطتين) 8. الرأس الأخضر (0 نقاط) 9. جمهورية إفريقيا الوسطى (0 نقاط) 10. جمهورية الكونغو الديمقراطية (0 نقاط) 11. إثيوبيا (0 نقاط) 12. ليبيريا (0 نقاط) 13. سيراليون (0 نقاط) 14. أوغندا (0 نقاط) 15. زيمبابوي (0 نقاط) |

### المباريات
| الفريق الأول                | إجم. | الفريق الثاني    | مباراة الذهاب | مباراة الإياب |
| --------------------------- | ---- | ---------------- | ------------- | ------------- |
| مالي                        |      | بوتسوانا         | 0-3           | 12–14 Oct     |
| زيمبابوي                    |      | أنغولا           | 1-3           | 12–14 Oct     |
| غانا                        |      | مالاوي           | 0-2           | 12–14 Oct     |
| ليبيريا                     |      | نيجيريا          | 2-2           | 12–14 Oct     |
| زامبيا                      | 0-1  | أوغندا           | 0-1           | 12–14 Oct     |
| الرأس الأخضر                |      | الكاميرون        | 0-2           | 12–14 Oct     |
| موزمبيق                     | 4-2  | المغرب           | 0-2           | 12–14 Oct     |
| سيراليون                    |      | تونس             | 2-2           | 12–14 Oct     |
| غينيا                       |      | النيجر           | 0-1           | 12–14 Oct     |
| السودان                     |      | إثيوبيا          | 3-5           | 12–14 Oct     |
| ليبيا                       |      | الجزائر          | 1-0           | 12–14 Oct     |
| ساحل العاج                  |      | السنغال          | 2-4           | 12–14 Oct     |
| جمهورية الكونغو الديمقراطية |      | غينيا الاستوائية | 0-4           | 12–14 Oct     |
| الغابون                     |      | توغو             | 1-1           | 12–14 Oct     |
| جمهورية إفريقيا الوسطى      |      | بوركينا فاسو     | 0-1           | 12–14 Oct     |

| بوتسوانا | 0 – 3 | مالي                                                    |
| -------- | ----- | ------------------------------------------------------- |
|          | تقرير | دياباتي 27' (ركل.) · مامادو نداي 59' · موديبو مايغا 77' |

| مالي                                                                        | 4 – 1 | بوتسوانا    |
| --------------------------------------------------------------------------- | ----- | ----------- |
| دياباتي 29' · موديبو مايغا 60' · مامادو ساماسا 77' · محمد كاليلو تراوري 85' | تقرير | أوهيلوي 90' |

فوز منتخب مالي في مجموع المباراتين 7-1 والتأهل إلى كأس الأمم الأفريقية لكرة القدم 2013
| أنغولا    | 1 – 3 | زيمبابوي                                 |
| --------- | ----- | ---------------------------------------- |
| دجلما 56' | تقرير | ماتيوس 4' (ه.ع.) · بيليات 21' · غوتو 35' |

| زيمبابوي | 2 – 0 | أنغولا                  |
| -------- | ----- | ----------------------- |
|          | تقرير | مانوتشو غونكالفز 5' (7) |

3-3 مجموع المبارتين. فوز المنتخب الأنغولي بهدف خارج القواعد والتأهل إلى كأس الأمم الأفريقية لكرة القدم 2013
| مالاوي | 0 – 2 | غانا                      |
| ------ | ----- | ------------------------- |
|        | تقرير | أتسو 8' · أنتوني أنان 53' |

| غانا     | 1 – 0 | مالاوي |
| -------- | ----- | ------ |
| أكواه 4' | تقرير |        |

فوز منتخب غانا بمجموع المبارتين 3-0 والتأهل إلى كأس الأمم الأفريقية لكرة القدم 2013
| نيجيريا                       | 2 – 2 | ليبيريا                      |
| ----------------------------- | ----- | ---------------------------- |
| إجيبور 22' · أوتشي 26' (ركل.) | تقرير | روبرتس 5' · سيكو أوليسيه 66' |

| ليبيريا         | 1 – 6 | نيجيريا                                                                                       |
| --------------- | ----- | --------------------------------------------------------------------------------------------- |
| باتريك وليه 80' | تقرير | إفي أمبروز 1' · أحمد موسى 38' · فيكتور موسيس 48' (88) · ميكيل جون أوبي 50' (ركل.) · أوتشي 72' |

فوز منتخب نيجيريا بمجموع المبارتين 8-2 والتأهل إلى كأس الأمم الأفريقية لكرة القدم 2013
| أوغندا | 0 – 1 | زامبيا               |
| ------ | ----- | -------------------- |
|        | تقرير | كريستوفر كاتونجو 18' |

| زامبيا | – | أوغندا |
| ------ | - | ------ |
|        |   |        |

| الكاميرون | 0 – 2 | الرأس الأخضر              |
| --------- | ----- | ------------------------- |
|           | تقرير | ريكاردو 15' · دجانيني 61' |

| الرأس الأخضر     | 1 – 2 | الكاميرون                               |
| ---------------- | ----- | --------------------------------------- |
| هيلدون راموس 12' | تقرير | أكيلي إيمانا 22' · فابريس أولينغا 90+4' |

فوز منتخب الرأس الأخضر بمجموع المبارتين 3-2 والتأهل إلى كأس الأمم الأفريقية لكرة القدم 2013
| المغرب | 0 – 2 | موزمبيق                          |
| ------ | ----- | -------------------------------- |
|        | تقرير | ألميرو لوبو 75' · دومينغيز 90+3' |

| موزمبيق | 0 – 4 | المغرب                                                                                |
| ------- | ----- | ------------------------------------------------------------------------------------- |
|         | تقرير | عبد العزيز برادة 39' · حسين خرجة 64' (ركل.) · يوسف العربي 85' · نورالدين أمرابط 90+4' |

فوز منتخب المغرب بمجموع المبارتين 4-2 والتأهل إلى كأس الأمم الأفريقية لكرة القدم 2013
| تونس                         | 2 – 2 | سيراليون                       |
| ---------------------------- | ----- | ------------------------------ |
| غربي 65' · يوسف المساكني 87' | تقرير | شريف سوما 8' · الحسن كمارا 85' |

| سيراليون | 0 – 0 | تونس |
| -------- | ----- | ---- |
|          | تقرير |      |

2-2 مجموع المبارتين. فوز المنتخب التونسي بهدف خارج القواعد والتأهل إلى كأس الأمم الأفريقية لكرة القدم 2013
| النيجر | 0 – 1 | غينيا              |
| ------ | ----- | ------------------ |
|        | تقرير | إبراهيم ياطارا 51' |

| غينيا | 0 – 2 | النيجر                      |
| ----- | ----- | --------------------------- |
|       | تقرير | شيكوتو محمد 74' · غاربا 85' |

فوز منتخب النيجر بمجموع المبارتين 2-1 والتأهل إلى كأس الأمم الأفريقية لكرة القدم 2013
| إثيوبيا                           | 3 – 5 | السودان                                                                            |
| --------------------------------- | ----- | ---------------------------------------------------------------------------------- |
| كيبيدي 14' (50) · أداني غيرما 68' | تقرير | مدثر الطاهر 7' · محمد أحمد بشير 15' · مصعب عمر 45+1' · مهند الطاهر 83' (ركل.)، 90' |

| السودان | 0 – 2 | إثيوبيا                               |
| ------- | ----- | ------------------------------------- |
|         | تقرير | أداني غيرما 61' · صلاح الدين سعيد 64' |

5-5 مجموع المبارتين. فوز المنتخب الأثيوبي بهدف خارج القواعد والتأهل إلى كأس الأمم الأفريقية لكرة القدم 2013
| الجزائر    | 1 – 0 | ليبيا |
| ---------- | ----- | ----- |
| سوداني 88' | تقرير |       |

| ليبيا | 0 – 2 | الجزائر                      |
| ----- | ----- | ---------------------------- |
|       | تقرير | إسلام سليماني 5' · سوداني 7' |

فوز منتخب الجزائر بمجموع المبارتين 3-0 والتأهل إلى كأس الأمم الأفريقية لكرة القدم 2013
| السنغال                       | 2 – 4 | ساحل العاج                                                                 |
| ----------------------------- | ----- | -------------------------------------------------------------------------- |
| دام ندوي 33' · بابيس سيسي 60' | تقرير | سالومون كالو 43' · جيرفينهو 65' · ديديه دروغبا 80' (ركل.) · ماكس غردال 85' |

| ساحل العاج | – | السنغال |
| ---------- | - | ------- |
|            |   |         |

| غينيا الاستوائية | 0 – 4 | جمهورية الكونغو الديمقراطية                                                   |
| ---------------- | ----- | ----------------------------------------------------------------------------- |
|                  | تقرير | ديوميرسي مبوكاني 56' (80) · ديو كاندا 61' · رونان كاريلينو فالكياو 73' (ه.ع.) |

| جمهورية الكونغو الديمقراطية | 1 – 2 | غينيا الاستوائية                  |
| --------------------------- | ----- | --------------------------------- |
| تريسور مبوتو 43'            | تقرير | خافيير بالبوا 23' · بن كوناتي 53' |

فوز منتخب جمهورية الكونغو الديمقراطية بمجموع المبارتين 5-2 والتأهل إلى كأس الأمم الأفريقية لكرة القدم 2013
| توغو                  | 1 – 1 | الغابون          |
| --------------------- | ----- | ---------------- |
| إيمانويل أديبايور 74' | تقرير | دانييل كوزين 69' |

| الغابون          | 1 – 2 | توغو                             |
| ---------------- | ----- | -------------------------------- |
| دانييل كوزين 80' | تقرير | وومي 36' · إيمانويل أديبايور 57' |

فوز منتخب التوغو بمجموع المبارتين 3-2 والتأهل إلى كأس الأمم الأفريقية لكرة القدم 2013
| بوركينا فاسو | 0 – 1 | جمهورية إفريقيا الوسطى |
| ------------ | ----- | ---------------------- |
|              | تقرير | فياني مابيدي 21'       |

| جمهورية إفريقيا الوسطى | 1 – 3 | بوركينا فاسو                                      |
| ---------------------- | ----- | ------------------------------------------------- |
| دافيد مانغا 7'         | تقرير | ألان تراوري 18' (90+6) · موموني داغانو 40' (ركل.) |

فوز منتخب بوركينا فاسو بمجموع المبارتين 3-2 والتأهل إلى كأس الأمم الأفريقية لكرة القدم 2013

## وصلات خارجية
- أورانج كان 2013